# To Die For (canción)
«To Die For» es una canción del cantante británico Sam Smith lanzada a través de Capitol Records el 14 de febrero de 2020. Smith coescribió la canción junto a Jimmy Napes y Stargate. La pista aparece en su tercer álbum de estudio, Love Goes (2020).

## Antecedentes y promoción
Smith dijo que escribieron la canción en Los Ángeles «durante un tiempo de autodescubrimiento y cocción al corazón». Fue escrita por Smith, Jimmy Napes, Stargate y producida por los dos últimos. Con una duración de tres minutos y trece segundos, es una balada de piano. La canción muestra audio de la película clásica de culto de 2001 Donnie Darko.
Smith abrió una tienda de pelucas pop-up llamada así por la canción en el área de Soho de Londres, e interpretó la canción en The Graham Norton Show el 14 de febrero.

## Video musical
El video musical, dirigido por Grant Singer, se estrenó en YouTube el 14 de febrero de 2020.

## Posicionamiento en listas
| Listas (2020)                             | Mejor posición |
| ----------------------------------------- | -------------- |
| Alemania (Media Control Charts)           | 90             |
| Australia (ARIA)                          | 15             |
| Bélgica (Ultratop 50) Flanders            | 42             |
| Bélgica (Ultratop 50) Wallonia            | 35             |
| Canadá (Canadian Hot 100)                 | 56             |
| Canadá CHR/Top 40 (Billboard)             | 45             |
| Corea del Sur (Gaon)                      | 39             |
| Croacia (HRT)                             | 31             |
| Escocia (Official Charts Company)         | 6              |
| Eslovaquia (Singles Digitál Top 100)      | 52             |
| Estados Unidos (Billboard Hot 100)        | 46             |
| Estados Unidos (Adult Contemporary)       | 17             |
| Estados Unidos (Adult Top 40)             | 20             |
| Estados Unidos (Mainstream Top 40)        | 23             |
| Estados Unidos (Rolling Stone Top 100)    | 30             |
| Estonia (Eesti Ekspress)                  | 33             |
| Europa Digital Songs (Billboard)          | 11             |
| Irlanda (IRMA)                            | 21             |
| Malasia (RIM)                             | 20             |
| Noruega (VG-lista)                        | 34             |
| Nueva Zelanda Hot Singles (RMNZ)          | 34             |
| Países Bajos (Dutch Top 40)               | 27             |
| Países Bajos (Single Top 100)             | 75             |
| Portugal (AFP)                            | 90             |
| Reino Unido (UK Singles Chart)            | 18             |
| República Checa (Singles Digitál Top 100) | 64             |
| Singapur (RIAS)                           | 18             |
| Suecia (Sverigetopplistan)                | 51             |
| Suiza (Schweizer Hitparade)               | 42             |

## Certificaciones
| País (organismo certificador) | Certificación | Unidades certificadas |
| ----------------------------- | ------------- | --------------------- |
| Australia (ARIA)              | Oro           | 35 000                |

## Historial de lanzamiento
| País           | Fecha                 | Formato                     | Discográfica         | Versión   | Ref    |
| -------------- | --------------------- | --------------------------- | -------------------- | --------- | ------ |
| Varios         | 14 de febrero de 2020 | Descarga digital, Streaming | Versión estándar     | Capitol   | [ 39 ] |
| Australia      | 14 de febrero de 2020 | Contemporary hit radio      | Versión estándar     | Capitol   | [ 40 ] |
| Italia         | 14 de febrero de 2020 | Contemporary hit radio      | Versión estándar     | Universal | [ 41 ] |
| Reino Unido    | 14 de febrero de 2020 | Contemporary hit radio      | Versión estándar     | Capitol   | [ 42 ] |
| Reino Unido    | 14 de febrero de 2020 | Adult contemporary radio    | Versión estándar     | Capitol   | [ 43 ] |
| Estados Unidos | 17 de febrero de 2020 | Hot/Modern/AC radio         | Versión estándar     | Capitol   | [ 44 ] |
| Estados Unidos | 18 de febrero de 2020 | Contemporary hit radio      | Versión estándar     | Capitol   | [ 45 ] |
| Varios         | 6 de marzo de 2020    | Descarga digital            | Remixes EP           | Capitol   | [ 46 ] |
| Varios         | 6 de marzo de 2020    | Streaming                   | Y2K remix            | Capitol   | [ 47 ] |
| Varios         | 6 de marzo de 2020    | Streaming                   | Madism remix         | Capitol   | [ 48 ] |
| Varios         | 6 de marzo de 2020    | Streaming                   | Blinkie remix        | Capitol   | [ 49 ] |
| Varios         | 6 de marzo de 2020    | Streaming                   | Ólafur Arnalds remix | Capitol   | [ 50 ] |
| Varios         | 13 de marzo de 2020   | Descarga digital, streaming | Acústico             | Capitol   | [ 51 ] |